# Zakwit

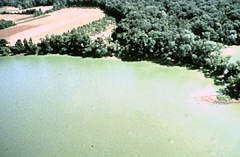
Intensywnie zielony kolor wody rzeki Potomak (USA) jest rezultatem zakwitu sinic

Zakwit – w środowisku lądowym powierzchniowa, natomiast w środowisku wodnym objętościowa zmiana zabarwienia spowodowana masowym rozwojem mikroskopijnych, nierozpoznawalnych gołym okiem organizmów żywych.
Warunkiem powstania zakwitu jest odpowiednia dla gatunku wilgotność i temperatura oraz w przypadku heterotrofów dostęp do pokarmu, natomiast w przypadku autotrofów dostęp do światła i soli mineralnych.

## Zakwit w środowisku lądowym

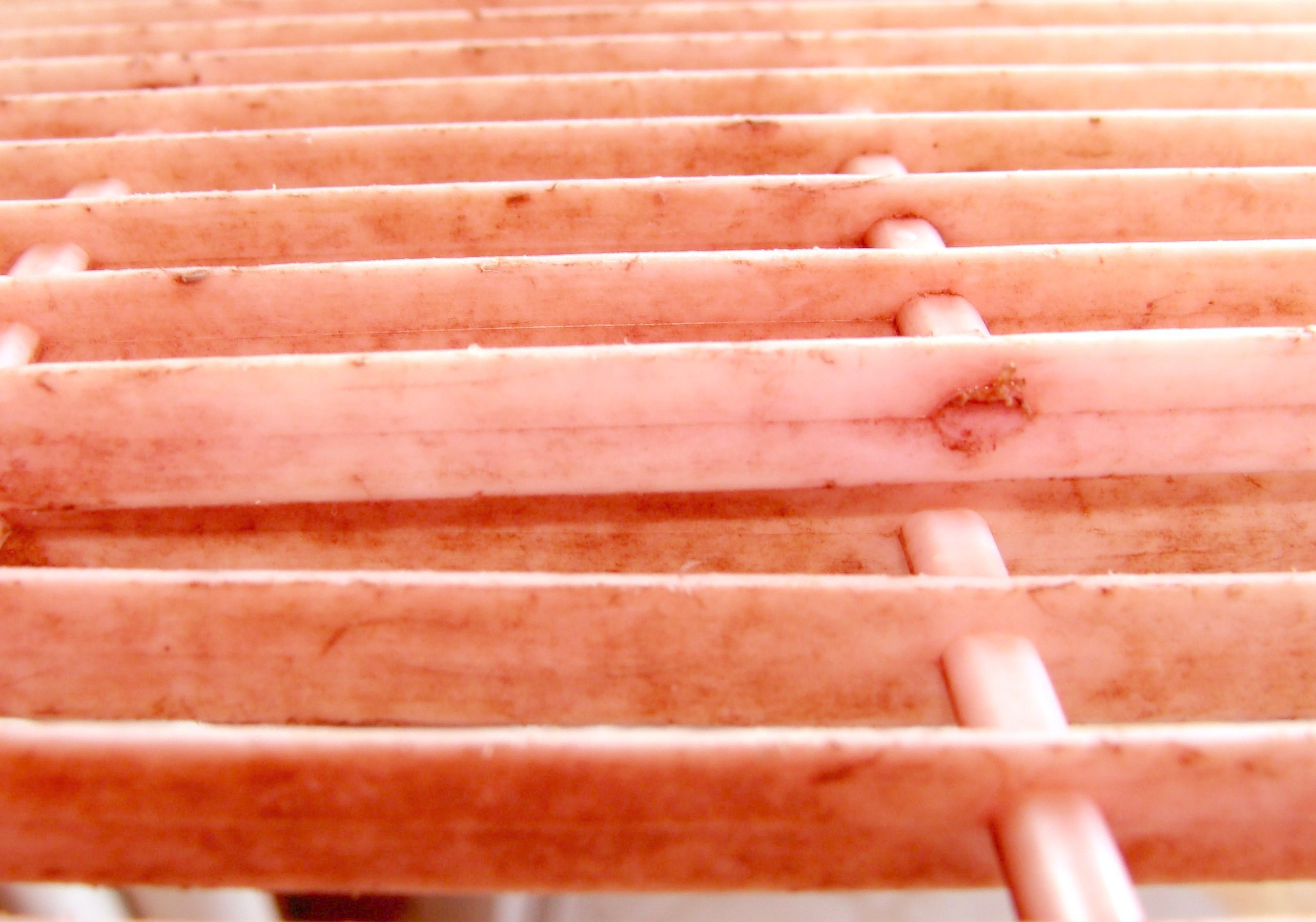
Kolonie pałeczki krwawej świetnie się rozwijają na mącznej podsypce chlebowej w plastikowych pudłach na chleb

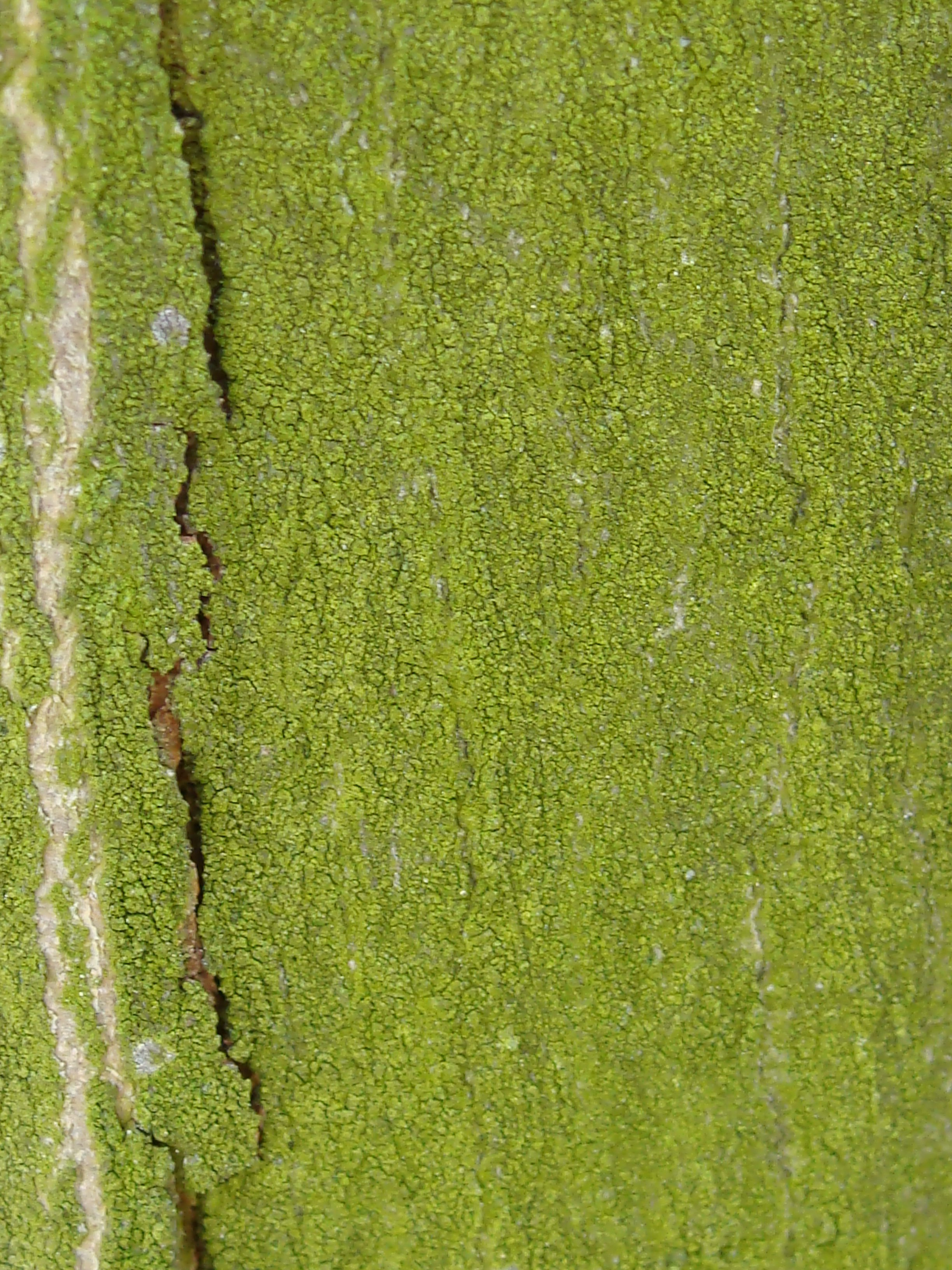
Zakwit autotroficznego pierwotka na pniu drzewa

Optymalne współistnienie korzystnych warunków na lądzie jest stosunkowo rzadkie i zwykle dotyczy niewielkich powierzchni, a sam zakwit z reguły jest powodowany przez jeden gatunek, zwykle już dobrze znany. Dziś nie mówi się o zakwicie sporyszu, rdzy w zbożu, chociaż właśnie tego typu masowe choroby roślin dały początek nazwie "zakwit". Wiele zakwitów, dziś zwanych drożdżycami, pleśniawkami itp., ma znaczenie chorobotwórcze i obecnie nie są rozpatrywane jako zakwit. Postęp wiedzy, lodówki, fungicydy czy przepisy sanitarne problem zakwitów grzybowych skutecznie zlikwidowały i wyeliminowały ze świadomości.
Na lądzie efekt zakwitu łatwiej wytworzyć autotrofom, gdyż odpada warunek dostępu do obfitego źródła pokarmu. Miejscami, na pniu drzewa czy desce, może pojawić się zielony nalot pierwotka. Przy chłodnej i wilgotnej atmosferze zielony nalot glonów pojawia się na przybrzeżnym piasku lub topniejącym śniegu. Zwykle wystarczy niewielki wzrost temperatury i związany z tym spadek wilgotności, aby takie zakwity znikły bez śladu.
Najsłynniejsze zakwity tworzyły heterotroficzne bakterie pałeczki krwawej chętnie zasiedlające powierzchnie hostii i opłatków, przechowywanych w chłodnej i wilgotnej atmosferze nieogrzewanych kościołów, szczególnie że ta przechowywana jest często w warunkach sprzyjających wzrostowi pałeczek.

## Zakwit wody

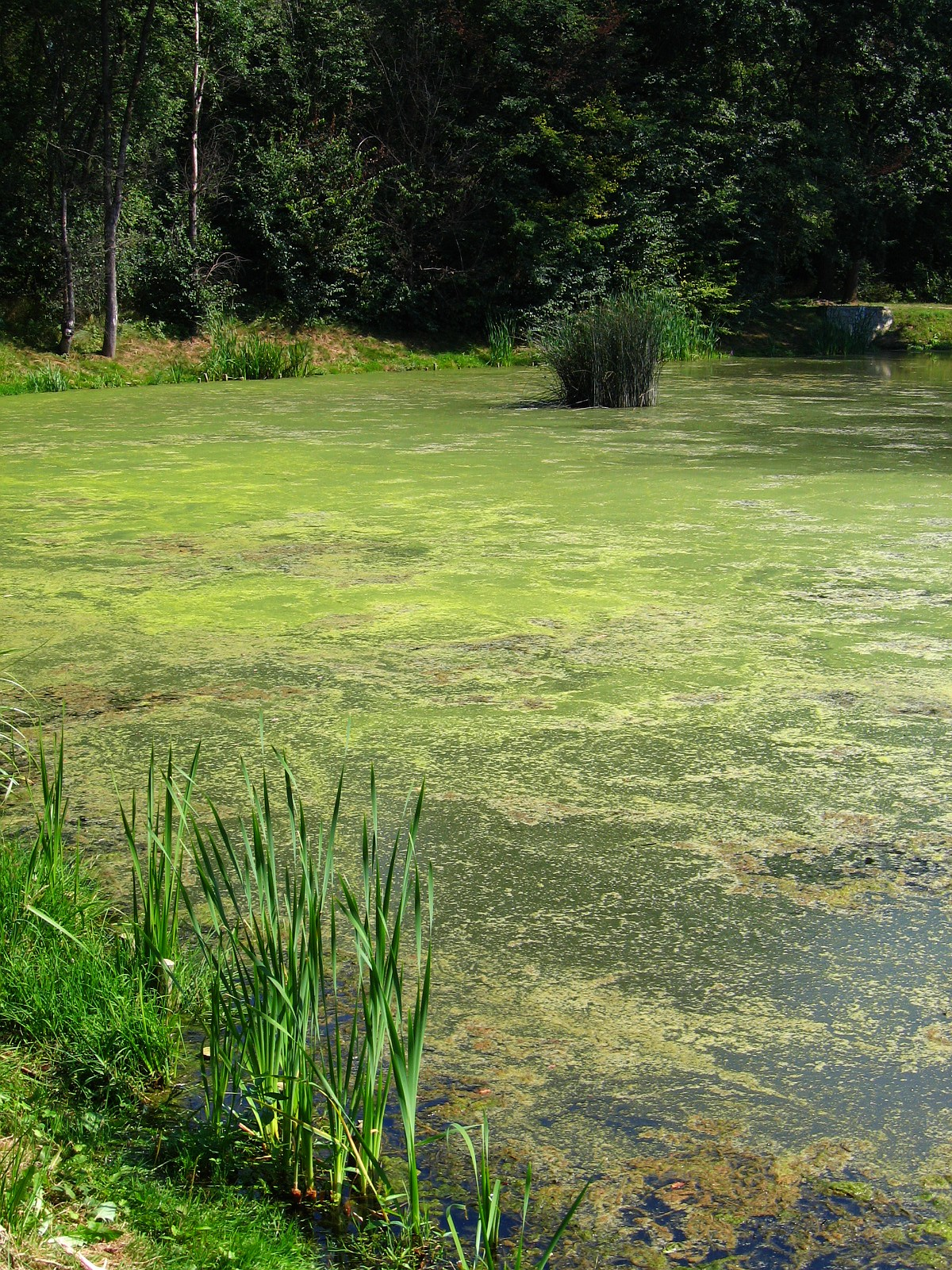
Zbiornik z zakwitem wody

Największe znaczenie mają objętościowe zakwity wody i mówiący o zakwicie, z reguły ten właśnie mają na myśli. Taka ogólna forma jest o tyle wygodna, że za zakwit wody zwykle odpowiedzialnych jest wiele gatunków i tylko pod mikroskopem można stwierdzić których jest najwięcej.
Samo zjawisko i towarzyszące mu procesy są bardzo złożone. Zakwit wody (zakwit planktonu) to efekt masowego rozwoju fitoplanktonu (sinic, okrzemek, zielenic, wiciowców i in.) w zbiorniku wodnym. Największy udział w zakwicie wód mają zazwyczaj kolonijne, nitkowate formy sinic oraz zielenic. Te gatunki w łacińskiej nazwie często mają dodatek flos-aquae np. Anabaena flos-aquae, Aphanizomenon flos-aquae, itp. Efekt zakwitu mogą powodować także organizmy jednokomórkowe. Za zielone zabarwienie kałuż gnojowicy najczęściej odpowiedzialne są jednokomórkowe eugleny.
W czasie zakwitu ilość glonów jest tak duża, że jako zielone drobinki są widoczne gołym okiem. Nadają wodzie charakterystyczne zabarwienie i powodują silne jej zmętnienie.

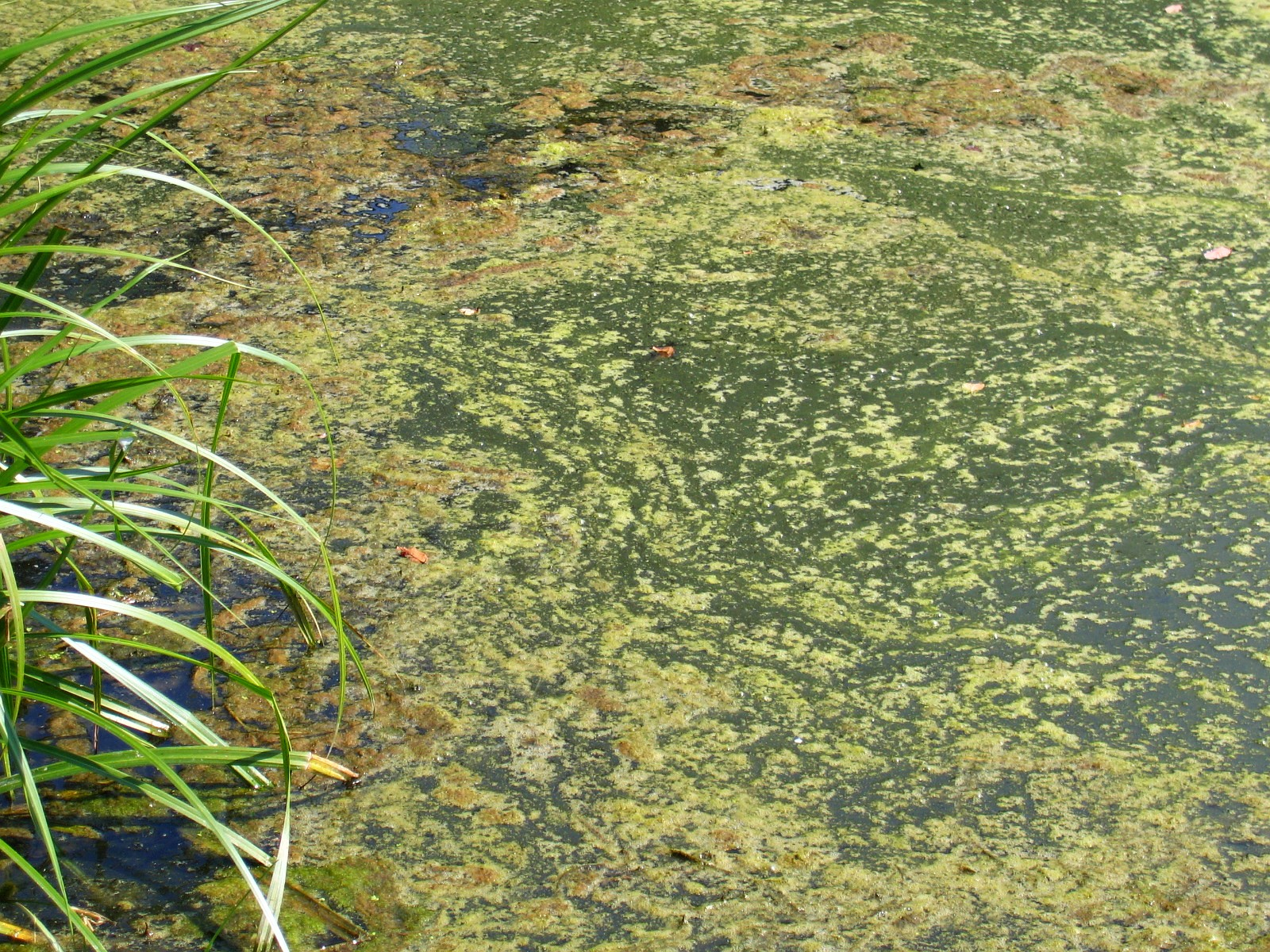
Zbiornik wodny z efektem zakwitu, Wrocław

W zbiornikach strefy umiarkowanej zakwity występują najczęściej wiosną i jesienią. Masowe i coraz dłuższe czasowo występowanie zakwitów wody jest przejawem zaburzenia równowagi ekologicznej. Zakwity stają się coraz powszechniejsze ze względu na wzrastającą żyzność wód, spowodowaną zwiększającym się dopływem substancji mineralnych i organicznych w efekcie działalności człowieka (ścieki komunalne, nawozy sztuczne, gnojowica, obornik spłukiwane z pól, itp.). Warunkiem powstania zakwitu jest niski stosunek N/P, tj. zawartości azotu do fosforu w wodzie, występujący najczęściej w wodach stagnujących, przy bezwietrznej pogodzie. Najczęściej notowane są zakwity sinic wiosną i późnym latem, kiedy temperatura wody waha się między 5-30 °C. Niektóre gatunki sinic rozwijają się dobrze także w niższych temperaturach, nierzadkie są ich zakwity pod lodem.
Skutkiem nagromadzenia się dużej masy fitoplanktonu w górnych partiach zbiornika, jest ograniczenie dopływu światła słonecznego do głębszych warstw, w konsekwencji zahamowanie procesu fotosyntezy. Produkty metabolizmu, a po zakończeniu zakwitu, także rozkładu fitoplanktonu, mogą mieć charakter toksyczny i prowadzić do obniżenia zawartości tlenu rozpuszczonego w wodzie (deficyt tlenowy).
Z reguły towarzyszy temu pogorszenie jakości wody, jej walorów smakowych i zapachowych. Obumarłe organizmy, unosząc się na powierzchni zbiornika, uniemożliwiają jego rekreacyjne wykorzystanie i stanowią również utrudnienie dla gospodarki człowieka (zagrożenie dla ujęć wody, itp.). Szczególnie niepożądane są zakwity sinic (Cyanophyceae), które w zbiornikach silnie zeutrofizowanych wypierają inne glony, zwłaszcza zielenice. Przy obfitości substancji mineralnych (zwłaszcza związków fosforu) namnażają się bardzo silnie, tworząc gęsty, pływający kożuch. Ich obfitość nie jest ograniczana zbytnio przez organizmy roślinożerne (zooplankton, ryby). Wolą one zjadać inne glony, gdyż wiele gatunków sinic ma zdolność wytwarzania szkodliwych dla wielu organizmów (w tym również i dla człowieka) toksyn sinicowych.
W nielicznych przypadkach, np. w gospodarce rybackiej zakwit wybranych gatunków, na przykład zielenic (Chlorophyta) w stawie hodowlanym, jest korzystny ze względu na zwiększenie ilości pożywienia dla hodowanych ryb (np. organizmów zooplanktonowych odżywiających się glonami tworzącymi zakwit zielenicowy).

## Morze Bałtyckie

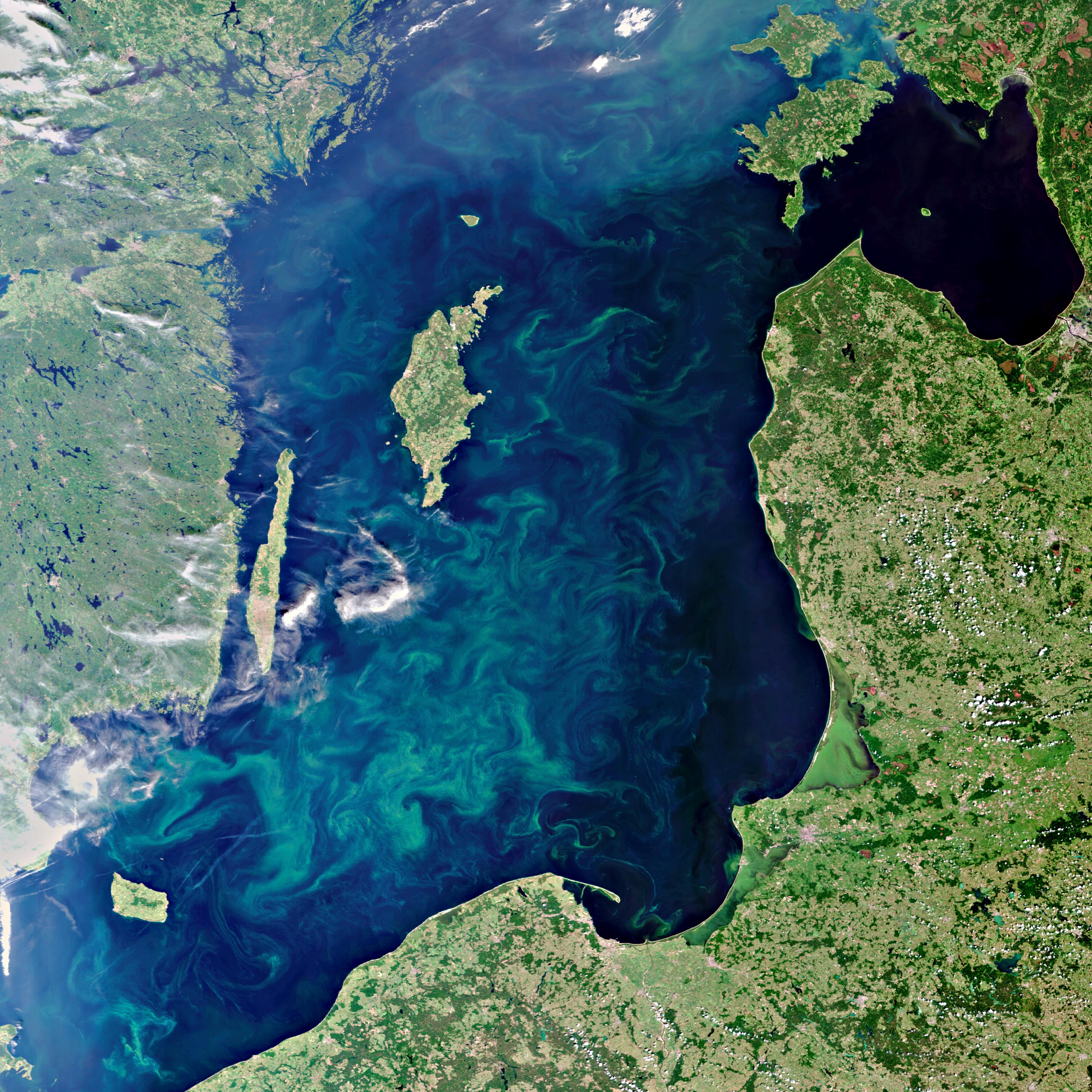
Zakwit w Morzu Bałtyckim, zdjęcie satelitarne

Regularne wiosenno-letnie zakwity są cechą charakterystyczną Morza Bałtyckiego. Zakwity glonów od drugiej połowy XX wieku są stałym poważnym problemem środowiskowym i gospodarczym Bałtyku. Występuje tutaj około 30 różnych gatunków fitoplanktonu, które opisano jako szkodliwe. Można jednak wyróżnić dwa gatunki dominujące, które corocznie formują spektakularne zakwity – są to Aphanizomenon flos-aquae (nietoksyczna sinica, maksimum objętości w okolicach czerwca) oraz Nodularia spumigena (toksyczna sinica, maksimum objętości od lipca). Toksyczne glony i sinice mogą prowadzić do poważnych, a nawet śmiertelnych zatruć zwierząt i ludzi. Odnotowano także toksyczność dla ryb powodowaną przez glony Prymnesium parvum i podejrzewa się, że glony mogą być odpowiedzialne za pomór ptaków i fok w rejonie Zatoki Fińskiej. 
Toksyczność nie jest jedynym problemem powodowanym przez zakwity glonów. Martwe glony i sinice toną, przedostając się do dennych warstw morza, gdzie ulegając rozkładowi zużywają tlen szybciej, niż może on zostać uzupełniony w rezultacie naturalnych procesów mieszania. Powoduje to powstawanie przydennych stref deficytu tlenowego, w których zamiera życie. Całkowita powierzchnia dna bałtyckiego na której występuje deficyt tlenowy (poniżej 2 mg/l tlenu w wodzie) wynosiła w ciągu ostatnich 40 lat średnio 49 000 km². W 2010 roku za pomocą obrazowania satelitarnego oszacowano rozmiar powierzchni bałtyckiego zakwitu na 377 000 km². Zajmował on obszar rozciągający się od wybrzeża Niemiec i Polski do Finlandii. W 2016 roku zakwit glonów na Bałtyku był obserwowany niemal nieprzerwanie przez 3 miesiące (20.06-21.09.2016). Obecnie kraje bałtyckie uczestniczą w inicjatywach mających na celu redukcję problemu, głównie poprzez zmniejszenie spływu substancji odżywczych do Bałtyku. Badania nad wpływem ocieplenia klimatu na środowisko Morza Bałtyckiego wskazują, że podejmowane działania mogą się okazać niewystarczające.